# Abril Perez de Lumiares
Abril Perez de Lumiares (1190 – Vila Nova de Gaia, agosto 1245) è stato un politico e poeta portoghese e gallego, nonché trovatore, vissuto nel tredicesimo secolo.

## Biografia
Appartenne alla più alta nobiltà portoghese. Governò i territori di Sobre-Tamega dal 1228 al 1231 e di nuovo nel 1244. Accompagnò, nel 1229, il re Sancho II del Portogallo nella presa di Elvas.
Ci resta di lui una tenzone avuta con il giullare Bernal de Bonaval.